# وضع الملصقات الإلزامية

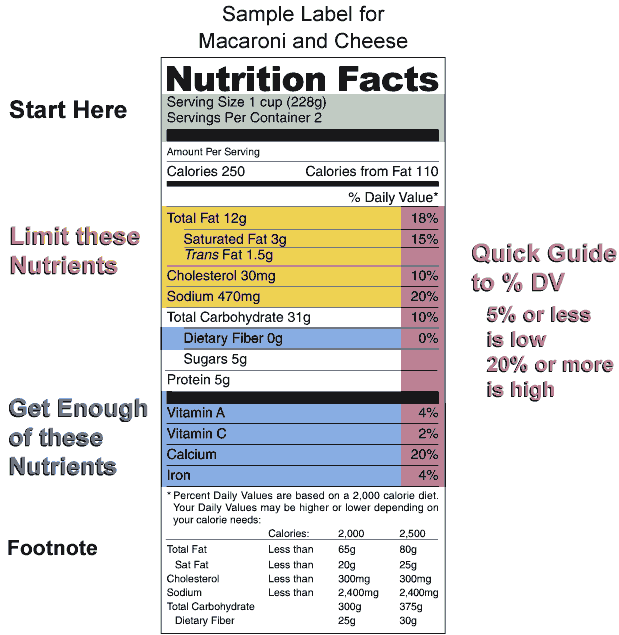

وضع الملصقات الإلزامية أو وضع الملصقات (انظر اختلافات التهجئة) هي عملية ضرورية للمنتجات الاستهلاكية لتوضيح المقادير أو المكونات.
ومن بين الأمور التي يذكرها الملصق الشراء الأخلاقي والمشكلات الأخرى، مثل الحساسية. وهو أمر موصى به في أغلب الدول المتقدمة، وبصورة متزايدة في الدول النامية، وخاصةً بالنسبة للمنتجات الغذائية، مثل لحوم «الدرجة الأولى». وفيما يتعلق بـالغذاء والأدوية، ظلت عملية وضع الملصقات الإلزامية أمرًا مثيرًا للجدل بين هيئات جمعيات حقوق المستهلك وبين الشركات منذ أواخر القرن التاسع عشر.
فبسبب الفضائح السابقة التي تضمنت ملصقات خادعة، طلبت دول كثيرة مثل الولايات المتحدة وكندا أن تحتوي أغلب الأغذية المعالجة على ملصق الحقائق الغذائية على العبوة، ويجب أن يتوافق تنسيق الجدول ومحتواه مع الإرشادات الصارمة. أما ما يقابله في الاتحاد الأوروبي فهو جدول معلومات غذائية يختلف قليلاً عنه، إذ قد تضاف إليه رموز قياسية تشير إلى وجود مسببات الحساسية.
وفي الصين، توضع ملصقات على كافة الملابس توضح المصنع الأصل، بما في ذلك [الهاتف، وأرقام الفاكس، بالرغم من عدم توفر مثل هذه المعلومات للمشترين خارج الصين، ممن لا يرون إلا العلامة الشاملة صنع في الصين.
وأدى التطور الذي طرأ على الأغذية المعدلة جينيًا إلى أكثر نقاط الجدل المستمرة والمثيرة للخلاف حول عملية وضع الملصقات الإلزامية، وهي أحد الموضوعات الأساسية فيما يتعلق بـالخلافات حول الأغذية المعدلة جينيًا. ويدعي أنصار عملية وضع الملصقات هذه أنه على المستهلك اتخاذ القرار وحده فيما إذا أراد أن يعرض نفسه لأية مخاطر صحية محتملة من تناول مثل هذه الأغذية. أما معارضوها فيشيرون إلى أن الدراسات قد توصلت إلى أن الأغذية المعدلة جينيًا آمنة تمامًا، ويشيرون إلى أنه فيما يتعلق بالمنتجات الاستهلاكية، تكون هوية المزارع وسلسلة الرعاية غير معروفة.
وتعتبر عملية وضع الملصقات الاختيارية والتسويق التعاوني كونها عملية مرغوبًا بها أمرًا آخر عادةً ما يتم تنفيذه بوسائل مختلفة تمامًا، على سبيل المثال الوجبات البطيئة. ازداد الاهتمام التنظيمي في إثبات هذه الادعاءات، وفي بعض الولايات القضائية، يجب توفير اعتماد تنظيمي قبل استخدام الملصقات الغذائية.
ومن النقاط المتفق عليها والمثيرة للاهتمام بين إحدى الشرائح السكانية هي أن هذه الملصقات تعتبر أمرًا إلزاميًا ويستبعد الشراء بشكل فعال في حالة عدم وجودها، مثل كوشير، وفيجان، والملصق المذكور مسبقًا خال من العضويات المعدلة جينيًا (GMO-free) الموجودة حاليًا في الكثير من المنتجات العضوية.
تتضمن المجالات التي تثار بها عملية وضع الملصقات الإجبارية ما يلي:
- الأغذية المعدلة جينيًا - انظر الخلافات حول الأغذية المعدلة جينيًا
- رش اللحوم بالبكتيريا
- في الولايات المتحدة، تمت إضافة اللحوم الطازجة إلى قائمة المنتجات التي تتطلب وضع ملصق الدولة المنتجة (mCOOL) بشكل إلزامي في عام 2002، ومع ذلك كان هذا الأمر مثيرًا للتحدي في منظمة التجارة العالمية من قبل كندا، وقد فازت كندا بذلك عام 2011.